# Unione Sportiva Tarantina
L'Unione Sportiva Tarantina, chiamata anche U.S. Tarantina o più semplicemente Tarantina, è stata una società calcistica italiana della prima metà degli anni venti, avente sede nella città di Taranto. 

## Storia
Nasce nel 1924 dalla fusione di quattro club: Società Sportiva Enotria, Foot-Ball Club Garibaldino, "Libertas" e Veloce Foot-Ball Club. Usufruendo del titolo sportivo dell'Enotria, nella stagione 1924-1925 partecipa al girone pugliese della Prima Divisione, giungendo ultima a pari merito con il F.B.C. Bari.
Dopo il 1925 non è riscontrata alcun'altra partecipazione ai campionati federali né è dato sapere quale fu il suo destino.
Durante i primi anni cinquanta partecipò al massimo campionato regionale pugliese, la Prima Divisione, un club con stessi nome e colori sociali di quello degli anni venti; non sono però riscontrati eventuali legami storici fra le due compagini.

## Colori
I colori della compagine erano il rosso e il blu. Nell'infobox in alto a destra, è riprodotta l'uniforme unionista illustrata dal Fontanelli nel suo testo "I colori del Calcio".

## Stadio
Giocava le partite casalinghe nella Piazza d'Armi presso l'Arsenale Militare Marittimo di Taranto (o Campo del Regio Arsenale).

## Statistiche e record

### Partecipazione ai campionati
L'unico campionato a cui la formazione partecipò, la Prima Divisione 1924-1925, era il massimo livello disputato dalle squadre pugliesi dell'epoca. I rossoblu si fermarono al girone regionale, senza accedere a quelli nazionali.